# Чернохвостый уротригон
Чернохвостый уротригон (лат. Urotrygon aspidura) — малоизученный вид рода Urotrygon семейства Urotrygonidae отряда хвостоколообразных. Обитает в центрально-восточной и юго-восточной части Тихого океана от юга Нижней Калифорнии до Перу. Встречается на глубине до 100 м. Грудные плавники этих скатов образуют округлый диск, ширина которого превышает длину. Дорсальная поверхность диска окрашена в ровный коричневый цвет. Хвост оканчивается листовидным хвостовым плавником. В средней части хвостового стебля расположен ядовитый шип. Максимальная зарегистрированная длина 42,1 см.
Не является объектом целевого лова. В качестве прилова попадается при коммерческом промысле.

## Таксономия
Впервые вид был научно описан в 1882 году. Видовой эпитет происходит от слова др.-греч. ασπίδα — «щит».

## Ареал
Urotrygon aspidura обитают в юго-восточной и центрально-восточной части Тихого океана у побережья Колумбии, Коста-Рики, Эквадора, Эль Сальвадора, Гватемалы, Мексики (Южная Нижняя Калифорния, Чьяпас, Колима, Герреро, Халиско, Мичоакан, Наярит, Оахака, Кинтана-Роо), Никарагуа, Панамы и Перу. Эти донные рыбы встречаются в прибрежных тропических водах на глубине от 5 до 100 м.

## Описание
Широкие грудные плавники этих скатов сливаются с головой и образуют округлый диск, ширина которого превышает длину. Передний край диска образует почти прямую линию. Заострённое мясистое рыло образует тупой угол и выступает за края диска. Позади глаз расположены брызгальца. На вентральной стороне диска имеется 5 пар жаберных щелей. Небольшие брюшные плавники закруглены. Хвост сужается и переходит в низкий листовидный хвостовой плавник. Длина хвоста немного превышает длину диска. От основания до середины хвоста пролегает ряд из 6 шипов. На дорсальной поверхности хвоста в центральной части расположен шип длиной около 2,5 см длиной. Кожа неплотно покрыта чешуёй. Максимальная зарегистрированная длина 42,1 см. Окраска серо-коричневого цвета без отметин. Вентральная поверхность почти белая.

## Биология
Urotrygon aspidura охотятся в основном на ракообразных, червей, мелких костистых рыб и двустворчатых моллюсков. В поисках добычи они взбаламучивают мягкий грунт грудными плавниками. Подобно прочим хвостоколообразным они размножаются яйцеживорождением.

## Взаимодействие с человеком
Эти скаты не являются объектом целевого лов. В качестве прилова они попадаются при коммерческом промысле креветок. Пойманных рыб обычно выбрасывают за борт. Данных для оценки Международным союзом охраны природы статуса сохранности вида недостаточно.
.